# Chris King
Christopher Donnell "Chris" King  (Newton Grove, Carolina del Norte; 24 de julio de 1969) es un exjugador de baloncesto estadounidense. Con 2,03 de estatura, su puesto natural en la cancha era el de alero.

## Trayectoria
- Hobbton High School
- Universidad de Wake Forest (1988-1992)
- CB Málaga (1992-1993)
- Seattle Supersonics (1993-1994)
- Aris Salónica (1994-1995)
- Vancouver Grizzlies (1995-1996)
- Pallacanestro Cantú (1996)
- Baloncesto Fuenlabrada (1996-1997)
- Rockford Lightning (1997-1998)
- Ortakoyspor Kulubu Estambul (1998)
- Rockford Lightning (1998)
- La Crosse Bobcats (1998-1999)
- Utah Jazz (1999)
- San Miguel Beermen (1999)
- SLUC Nancy (1999)
- Paris Basket Racing (1999-2000)
- Le Mans Sarthe Basket (2000-2001)
- Piratas de Quebradillas (2001)
- Le Mans Sarthe Basket (2001-2002)
- Hapoel Tel Aviv (2002-2003)
- Maccabi Rishon LeZion (2003)
- Gary Steelheads (2003-2004)
- Deportivo Español de Talca (2005)
- Atlético Bigua (2005)
- Rapid Bucarest (2006-2007)
- Tochigi Brex (2008)